# Kategoria e parë 2016/17
Die Kategoria e parë 2016/17 war die 69. Spielzeit der zweithöchsten albanischen Fußballliga und die 19. Saison unter diesem Namen. Sie begann am 24. September 2016 und endete am 26. Mai 2017 mit dem Meisterschaftsfinale.

## Modus
Die 20 Vereine spielten in zwei Gruppen zu je 10 Mannschaften. Im Gegensatz zu den vergangenen Spielzeiten wurde die Saison in einem zweistufigen Format durchgeführt. In der Vorrunde trat jede Mannschaft zweimal gegeneinander an; einmal zu Hause und einmal auswärts.
Nach Ablauf dieser Phase qualifizierten sich die fünf besten Vereine für die Meisterschaftsrunde. Dabei wurden die Hälfte der Punkte aus der Vorrunde übernommen. Der jeweils Tabellenerste stieg in die Kategoria Superiore auf.
Die Vereine auf den Plätzen 6 bis 10 der Vorrunde spielten danach in der Abstiegsrunde. Auch hier wurden die Hälfte der Punkte aus der Vorrunde übernommen. Der Tabellenletzte stieg direkt ab, der Vorletzte musste in die Relegation.

## Vereine
| Verein                | Stadt       |
| --------------------- | ----------- |
| KS Adriatiku Mamurras | Mamurras    |
| KS Besa Kavaja        | Kavaja      |
| KS Besëlidhja Lezha   | Lezha       |
| KS Burreli            | Burrel      |
| KF Erzeni Shijak      | Shijak      |
| KS Iliria             | Fushë-Kruja |
| KS Kamza              | Kamza       |
| KS Kastrioti Kruja    | Kruja       |
| FK Shënkolli          | Shënkoll    |
| KF Tërbuni Puka       | Puka        |

| Verein             | Stadt    |
| ------------------ | -------- |
| KF Apolonia Fier   | Fier     |
| KS Bylis Ballsh    | Ballsh   |
| KS Dinamo Tirana   | Tirana   |
| KF Elbasani        | Elbasan  |
| KS Lushnja         | Lushnja  |
| KS Pogradeci       | Pogradec |
| KS Shkumbini Peqin | Peqin    |
| KS Sopoti Librazhd | Librazhd |
| FK Tomori Berat    | Berat    |
| KF Turbina Cërrik  | Cërrik   |

## Vorrunde

### Gruppe A
| Pl. | Verein                | Sp. | S  | U | N  | Tore    | Diff. | Punkte |
| --- | --------------------- | --- | -- | - | -- | ------- | ----- | ------ |
| 1.  | KS Kamza              | 18  | 15 | 2 | 1  | 025:700 | +18   | 47     |
| 2.  | KS Besëlidhja Lezha   | 18  | 11 | 6 | 1  | 026:110 | +15   | 39     |
| 3.  | KF Erzeni Shijak      | 18  | 12 | 1 | 5  | 032:140 | +18   | 37     |
| 4.  | KS Burreli            | 18  | 7  | 5 | 6  | 018:160 | +2    | 26     |
| 5.  | FK Shënkolli (N)      | 18  | 7  | 2 | 9  | 016:230 | −7    | 23     |
| 6.  | KS Kastrioti Kruja    | 18  | 5  | 7 | 6  | 018:140 | +4    | 22     |
| 7.  | KS Besa Kavaja        | 18  | 5  | 3 | 10 | 010:180 | −8    | 18     |
| 8.  | KS Adriatiku Mamurras | 18  | 3  | 5 | 10 | 012:250 | −13   | 14     |
| 9.  | KS Iliria             | 18  | 3  | 5 | 10 | 012:260 | −14   | 14     |
| 10. | KF Tërbuni Puka (A)   | 18  | 2  | 4 | 12 | 006:210 | −15   | 10     |

Platzierungskriterien: 1. Punkte – 2. Direkter Vergleich (Punkte, Tordifferenz, geschossene Tore) – 3. Tordifferenz – 4. geschossene Tore

| (A) | Absteiger aus der Kategoria Superiore 2015/16 |
| (N) | Neuaufsteiger                                 |

### Gruppe B
| Pl. | Verein              | Sp. | S  | U  | N  | Tore    | Diff. | Punkte |
| --- | ------------------- | --- | -- | -- | -- | ------- | ----- | ------ |
| 1.  | KS Lushnja          | 18  | 12 | 5  | 1  | 031:120 | +19   | 41     |
| 2.  | KS Bylis Ballsh (A) | 18  | 11 | 5  | 2  | 023:100 | +13   | 38     |
| 3.  | KS Pogradeci        | 18  | 8  | 5  | 5  | 021:160 | +5    | 29     |
| 4.  | FK Tomori Berat (N) | 18  | 6  | 5  | 7  | 011:120 | −1    | 23     |
| 5.  | KS Shkumbini Peqin  | 18  | 7  | 1  | 10 | 010:180 | −8    | 22     |
| 6.  | KF Apolonia Fier    | 18  | 6  | 4  | 8  | 019:200 | −1    | 22     |
| 7.  | FK Turbina Cërrik   | 18  | 6  | 3  | 9  | 016:200 | −4    | 21     |
| 8.  | KS Dinamo Tirana    | 18  | 4  | 6  | 8  | 012:130 | −1    | 18     |
| 9.  | KS Sopoti Librazhd  | 18  | 2  | 10 | 6  | 017:260 | −9    | 16     |
| 10. | KF Elbasani         | 18  | 4  | 4  | 10 | 015:280 | −13   | 16     |

Platzierungskriterien: 1. Punkte – 2. Direkter Vergleich (Punkte, Tordifferenz, geschossene Tore) – 3. Tordifferenz – 4. geschossene Tore

| (A) | Absteiger aus der Kategoria Superiore 2015/16 |
| (N) | Neuaufsteiger                                 |

## Meisterschaftsrunde

### Gruppe A
Die Punkte aus der Vorrunde wurden zur Hälfte (evtl. aufgerundet) übernommen.
| Pl. | Verein              | Sp. | S | U | N | Tore    | Diff. | Punkte | Bonus | Gesamt |
| --- | ------------------- | --- | - | - | - | ------- | ----- | ------ | ----- | ------ |
| 1.  | KS Kamza            | 8   | 4 | 4 | 0 | 012:600 | +6    | 16     | 24    | 40     |
| 2.  | KS Besëlidhja Lezha | 8   | 6 | 2 | 0 | 014:300 | +11   | 20     | 20    | 40     |
| 3.  | KF Erzeni Shijak    | 8   | 1 | 2 | 5 | 013:210 | −8    | 05     | 19    | 24     |
| 4.  | KS Burreli          | 8   | 2 | 2 | 4 | 011:120 | −1    | 08     | 13    | 21     |
| 5.  | FK Shënkolli (N)    | 8   | 0 | 4 | 4 | 011:190 | −8    | 04     | 12    | 16     |

Platzierungskriterien: 1. Punkte – 2. Direkter Vergleich (Punkte, Tordifferenz, geschossene Tore) – 3. Tordifferenz – 4. geschossene Tore

| (N) | Neuaufsteiger |

### Gruppe B
Die Punkte aus der Vorrunde wurden zur Hälfte (evtl. aufgerundet) übernommen.
| Pl. | Verein              | Sp. | S | U | N | Tore    | Diff. | Punkte | Bonus | Gesamt |
| --- | ------------------- | --- | - | - | - | ------- | ----- | ------ | ----- | ------ |
| 1.  | KS Lushnja          | 8   | 6 | 2 | 0 | 013:600 | +7    | 20     | 21    | 41     |
| 2.  | KS Bylis Ballsh (A) | 8   | 6 | 1 | 1 | 017:500 | +12   | 19     | 19    | 38     |
| 3.  | KS Pogradeci        | 8   | 2 | 3 | 3 | 010:120 | −2    | 09     | 15    | 24     |
| 4.  | FK Tomori Berat (N) | 8   | 1 | 2 | 5 | 008:180 | −10   | 05     | 12    | 17     |
| 5.  | KS Shkumbini Peqin  | 8   | 1 | 0 | 7 | 010:170 | −7    | 03     | 11    | 14     |

Platzierungskriterien: 1. Punkte – 2. Direkter Vergleich (Punkte, Tordifferenz, geschossene Tore) – 3. Tordifferenz – 4. geschossene Tore

| (A) | Absteiger aus der Kategoria Superiore 2015/16 |
| (N) | Neuaufsteiger                                 |

## Abstiegsrunde

### Gruppe A
Die Punkte aus der Vorrunde wurden zur Hälfte (evtl. aufgerundet) übernommen.
| Pl. | Verein                | Sp. | S | U | N | Tore    | Diff. | Punkte | Bonus | Gesamt |
| --- | --------------------- | --- | - | - | - | ------- | ----- | ------ | ----- | ------ |
| 6.  | KS Iliria             | 8   | 4 | 1 | 3 | 010:100 | ±0    | 13     | 7     | 20     |
| 7.  | KS Kastrioti Kruja    | 8   | 3 | 0 | 5 | 009:110 | −2    | 09     | 11    | 20     |
| 8.  | KS Besa Kavaja        | 8   | 3 | 2 | 3 | 008:800 | ±0    | 11     | 9     | 20     |
| 9.  | KF Tërbuni Puka (A)   | 8   | 4 | 2 | 2 | 007:500 | +2    | 14     | 5     | 19     |
| 10. | KS Adriatiku Mamurras | 8   | 3 | 1 | 4 | 008:800 | ±0    | 10     | 7     | 17     |

Platzierungskriterien: 1. Punkte – 2. Direkter Vergleich (Punkte, Tordifferenz, geschossene Tore) – 3. Tordifferenz – 4. geschossene Tore

| (A) | Absteiger aus der Kategoria Superiore 2015/16 |

### Gruppe B
Die Punkte aus der Vorrunde wurden zur Hälfte (evtl. aufgerundet) übernommen.
| Pl. | Verein             | Sp. | S | U | N | Tore    | Diff. | Punkte | Bonus | Gesamt |
| --- | ------------------ | --- | - | - | - | ------- | ----- | ------ | ----- | ------ |
| 6.  | KF Apolonia Fier   | 8   | 4 | 3 | 1 | 017:900 | +8    | 15     | 11    | 26     |
| 7.  | FK Turbina Cërrik  | 8   | 3 | 2 | 3 | 013:120 | +1    | 11     | 11    | 22     |
| 8.  | KS Dinamo Tirana   | 8   | 2 | 4 | 2 | 006:800 | −2    | 10     | 9     | 19     |
| 9.  | KS Sopoti Librazhd | 8   | 2 | 3 | 3 | 008:900 | −1    | 09     | 8     | 17     |
| 10. | KF Elbasani        | 8   | 1 | 4 | 3 | 011:170 | −6    | 07     | 8     | 15     |

Platzierungskriterien: 1. Punkte – 2. Direkter Vergleich (Punkte, Tordifferenz, geschossene Tore) – 3. Tordifferenz – 4. geschossene Tore

## Endspiel Meisterschaft
| Datum        |            | Ergebnis              |          |
| ------------ | ---------- | --------------------- | -------- |
| 26. Mai 2017 | KS Lushnja | 0:0 n. V. (3:4 i. E.) | KS Kamza |

## Relegation
| Datum        |                                              | Ergebnis              |                                                |
| ------------ | -------------------------------------------- | --------------------- | ---------------------------------------------- |
| 18. Mai 2017 | KF Tërbuni Puka 9. der Kategoria e parë A    | 2:0                   | KF Oriku 2. der Kategoria e dytë B             |
| 19. Mai 2017 | KS Sopoti Librazhd 9. der Kategoria e parë B | 0:0 n. V. (3:4 i. E.) | KS Vllaznia Skodra 2 2. der Kategoria e dytë A |